# Circondario della Frisia Settentrionale
Il circondario della Frisia Settentrionale (in tedesco Kreis Nordfriesland) è uno dei circondari del Land tedesco dello Schleswig-Holstein. È il più settentrionale del Paese.

## Geografia fisica
Include gran parte delle aree a est e a sud della Frisia settentrionale e confina con i circondari di Schleswig-Flensburgo e Dithmarschen. Si affaccia sul Mare del Nord e sulla contea danese dello Jutland meridionale.
Il capoluogo è Husum. Il territorio circondariale include l'isola di Sylt, una delle isole Frisone Settentrionali.
Il circondario è chiamato in lingua tedesca Kreis Nordfriesland o Kreis Noordfreesland nel linguaggio basso sassone; nel dialetto frisone settentrionale è detto Kris Nordfraschlönj, nel dialetto fering Kreis Nuurdfresklun e in lingua danese Nordfrislands amt.

## Geografia antropica

### Suddivisioni amministrative
(Tra parentesi i dati della popolazione al 31 dicembre 2021)
| Comuni e città non appartenenti a comunità amministrative                           | Comuni e città non appartenenti a comunità amministrative |
| ----------------------------------------------------------------------------------- | --------------------------------------------------------- |
| - 1. Friedrichstadt, città (2 593) - 2. Husum, città (23 478) - 3. Reußenköge (323) | - 4. Sylt (13 741) - 5. Tönning, città (4 908)            |

Comunità amministrative (* = Sede amministrativa)
| - 1. Amt Eiderstedt (11 367) 1. Kirchspiel Garding (330) 2. Garding*, città (2 753) 3. Grothusenkoog (26) 4. Katharinenheerd (158) 5. Kotzenbüll (182) 6. Norderfriedrichskoog (43) 7. Oldenswort (1 281) 8. Osterhever (223) 9. Poppenbüll (226) 10. Sankt Peter-Ording (3 951) 11. Tating (974) 12. Tetenbüll (611) 13. Tümlauer-Koog (99) 14. Vollerwiek (225) 15. Welt (186) 16. Westerhever (99) - 2. Amt Föhr-Amrum (10 768) - Sull'isola di Amrum si trovano: 1. Nebel (976) 2. Norddorf (584) 3. Wittdün (829) - Sull'isola di Föhr si trovano: 1. Alkersum (391) 2. Borgsum (328) 3. Dunsum (71) 4. Midlum (433) 5. Nieblum (588) 6. Oevenum (460) 7. Oldsum (519) 8. Süderende (174) 9. Utersum (406) 10. Witsum (47) 11. Wrixum (578) 12. Wyk auf Föhr*, città (4 384) - 3. Amt Landschaft Sylt (4 548) [Sede: Sylt] 1. Hörnum (895) 2. Kampen (473) 3. List auf Sylt (1 557) 4. Wenningstedt-Braderup (1 623) | - 4. Amt Mittleres Nordfriesland (21 175) 1. Ahrenshöft (523) 2. Almdorf (529) 3. Bargum (645) 4. Bohmstedt (755) 5. Bordelum (2 001) 6. Bredstedt*, città (5 624) 7. Breklum (2 295) 8. Drelsdorf (1 266) 9. Goldebek (371) 10. Goldelund (410) 11. Högel (452) 12. Joldelund (763) 13. Kolkerheide (73) 14. Langenhorn (3 352) 15. Lütjenholm (347) 16. Ockholm (294) 17. Sönnebüll (280) 18. Struckum (1 018) 19. Vollstedt (177) - 5. Amt Nordsee-Treene (23 665) 1. Arlewatt (345) 2. Drage (655) 3. Elisabeth-Sophien-Koog (51) 4. Fresendelf (93) 5. Hattstedt (2 609) 6. Hattstedtermarsch (273) 7. Horstedt (820) 8. Hude (178) 9. Koldenbüttel (895) 10. Mildstedt* (3 975) 11. Nordstrand (2 230) 12. Oldersbek (740) 13. Olderup (457) 14. Ostenfeld (Husum) (1 570) 15. Ramstedt (416) 16. Rantrum (1 885) 17. Schwabstedt (1 297) 18. Seeth (792) 19. Simonsberg (826) 20. Süderhöft (21) 21. Südermarsch (137) 22. Uelvesbüll (298) 23. Winnert (705) 24. Wisch (110) 25. Wittbek (792) 26. Witzwort (1 026) 27. Wobbenbüll (469) | - 6. Amt Pellworm (1 467) (sede: Husum) 1. Gröde (12) 2. Hallig Hooge (95) 3. Langeneß (132) 4. Pellworm (1 228) - 7. Amt Südtondern (40 273) 1. Achtrup (1 528) 2. Aventoft (427) 3. Bosbüll (238) 4. Braderup (670) 5. Bramstedtlund (218) 6. Dagebüll (891) 7. Ellhöft (109) 8. Emmelsbüll-Horsbüll (885) 9. Enge-Sande (1 132) 10. Friedrich-Wilhelm-Lübke-Koog (166) 11. Galmsbüll (606) 12. Holm (93) 13. Humptrup (756) 14. Karlum (211) 15. Klanxbüll (1 030) 16. Klixbüll (1 063) 17. Ladelund (1 410) 18. Leck (7 831) 19. Lexgaard (52) 20. Neukirchen (1 123) 21. Niebüll*, città (10 139) 22. Risum-Lindholm (3 868) 23. Rodenäs (414) 24. Sprakebüll (261) 25. Stadum (958) 26. Stedesand (856) 27. Süderlügum (2 398) 28. Tinningstedt (244) 29. Uphusum (340) 30. Westre (356) - 8. Amt Viöl (9 254) 1. Ahrenviöl (518) 2. Ahrenviölfeld (221) 3. Behrendorf (541) 4. Bondelum (167) 5. Haselund (891) 6. Immenstedt (629) 7. Löwenstedt (714) 8. Norstedt (390) 9. Oster-Ohrstedt (652) 10. Schwesing (947) 11. Sollwitt (289) 12. Viöl* (2 243) 13. Wester-Ohrstedt (1 052) |